# Lago Kaptai
El lago Kaptai (en bengalí: কাপ্তাই হ্রদ) es un embalse o lago artificial localizado en el sudeste del país asiático de Bangladés. Se encuentra ubicado en la Upazila Kaptai en el distrito de Rangamati, parte de la división de Chittagong. El lago fue creado como resultado de la construcción de la presa de Kaptai en el río Karnaphuli, como parte del proyecto hidroeléctrico Karnaphuli. La profundidad media del lago Kaptai es de 30 m con una profundidad máxima de 150 m.

## Galería de imágenes

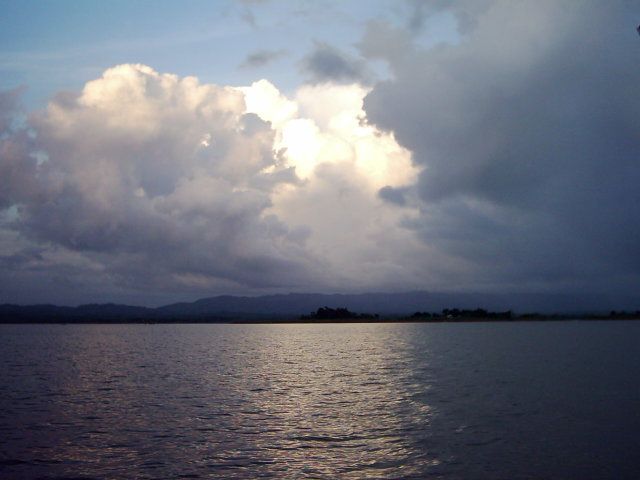
Vista del lago
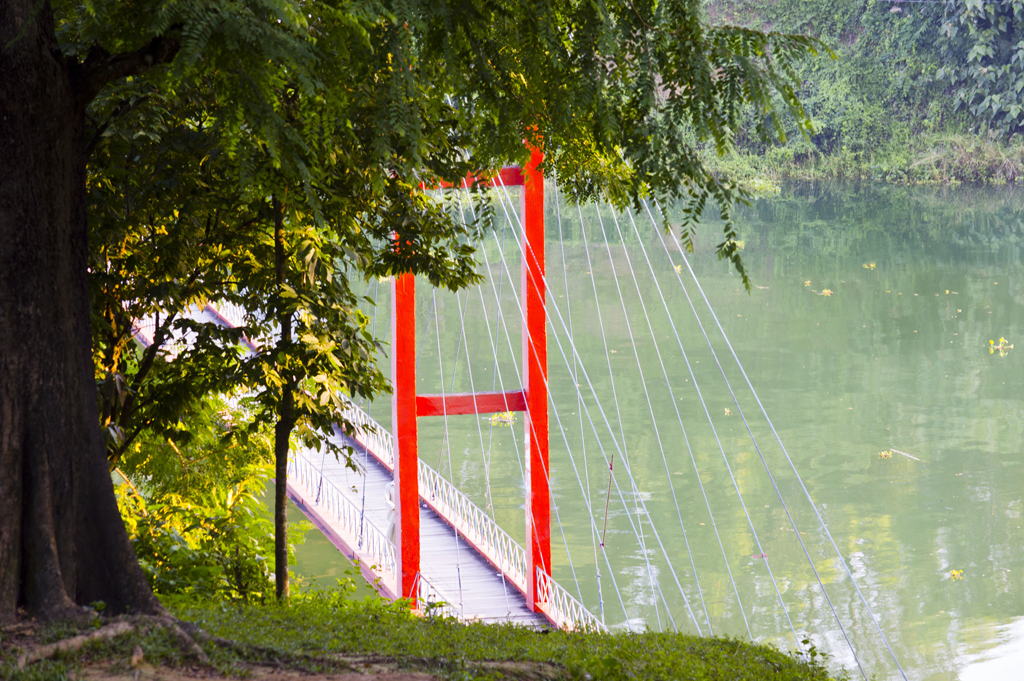
Puente Hanging
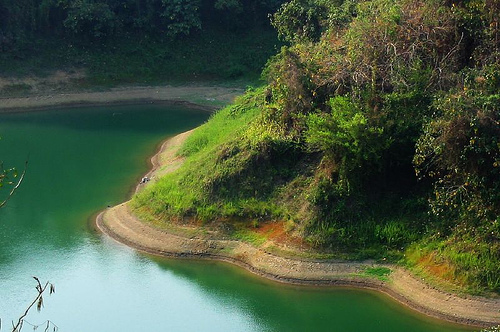
Lago Kaptai
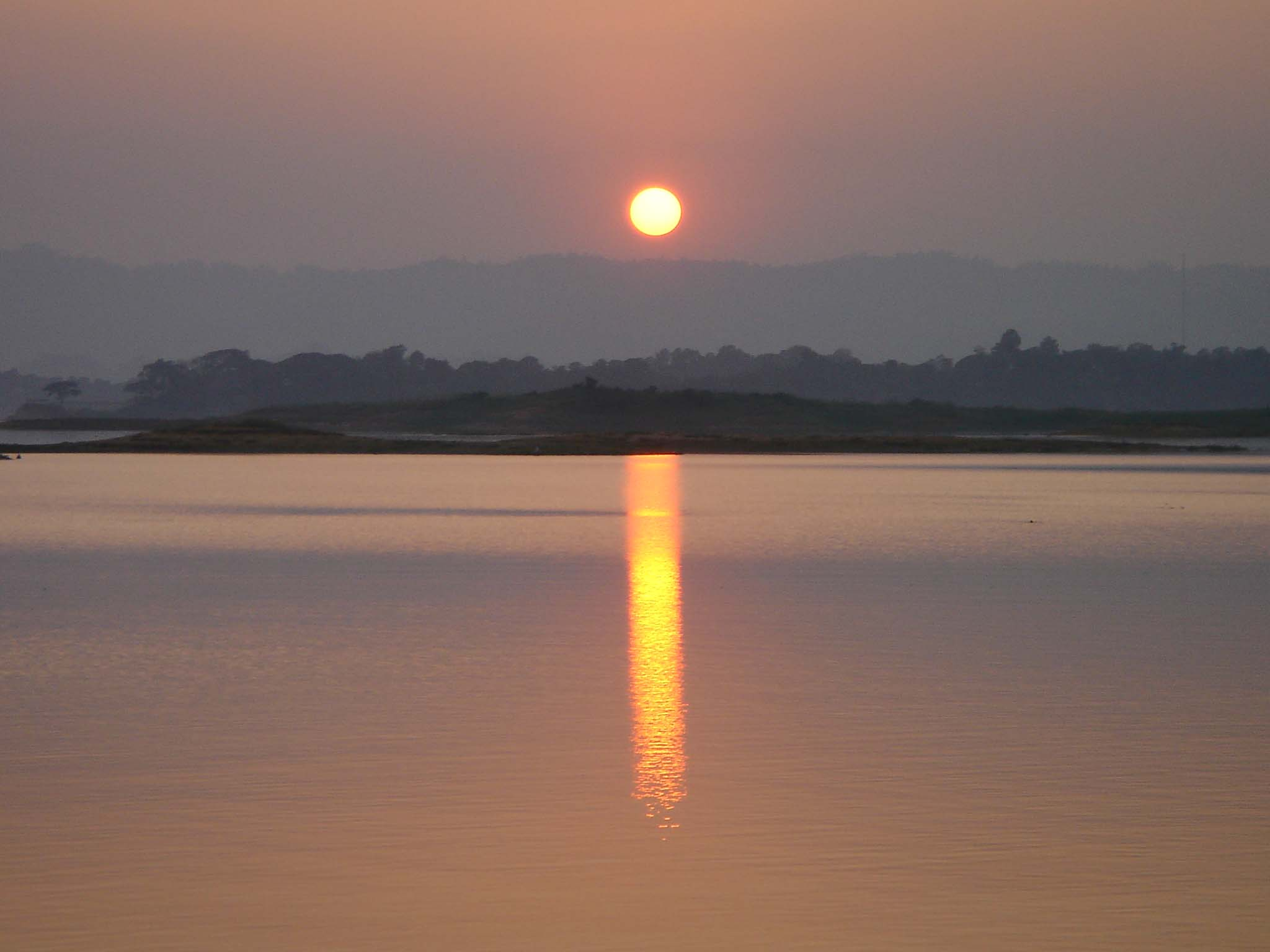
Atardecer en el Kaptai

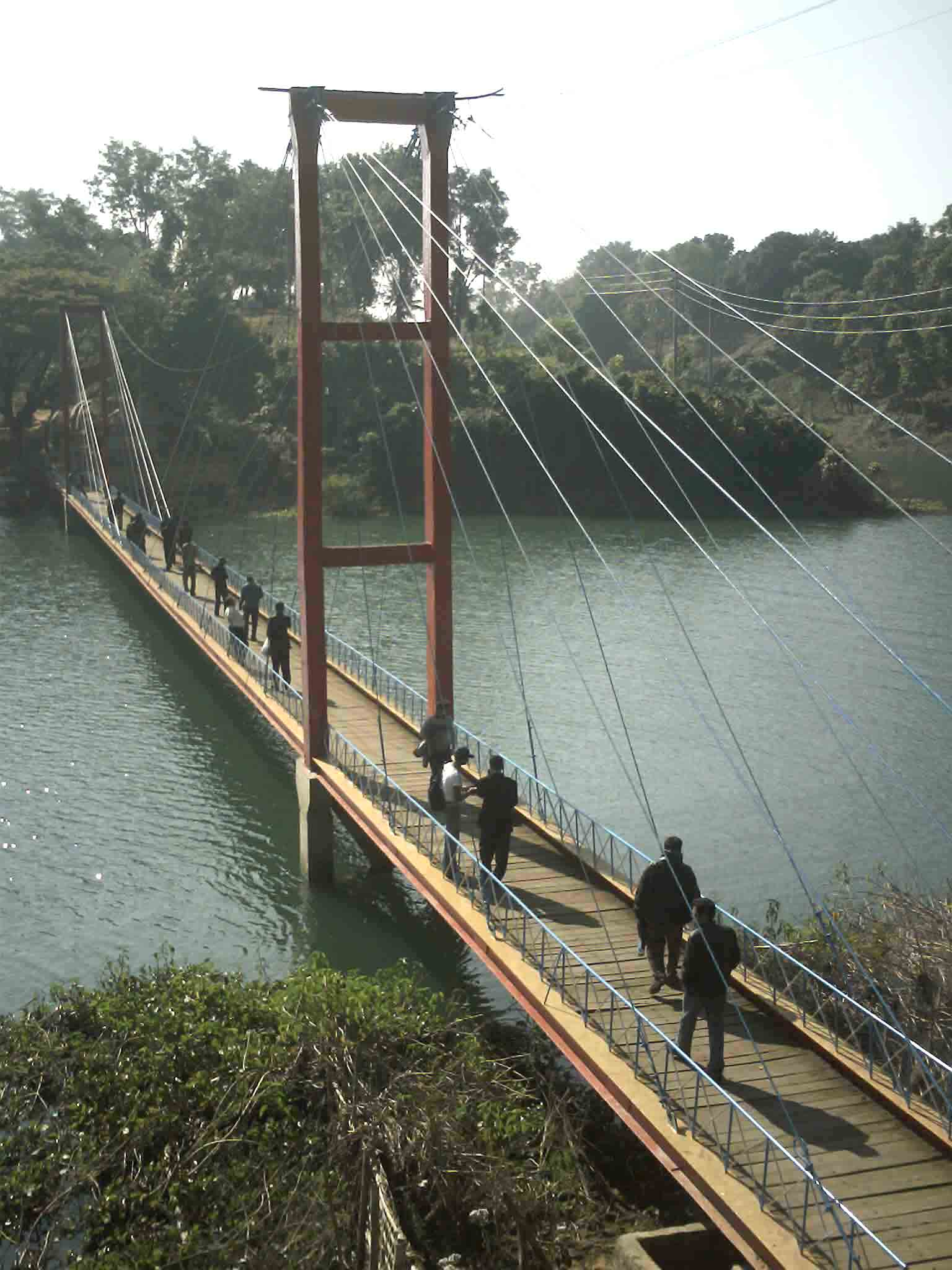
Puente sobre el Kaptai
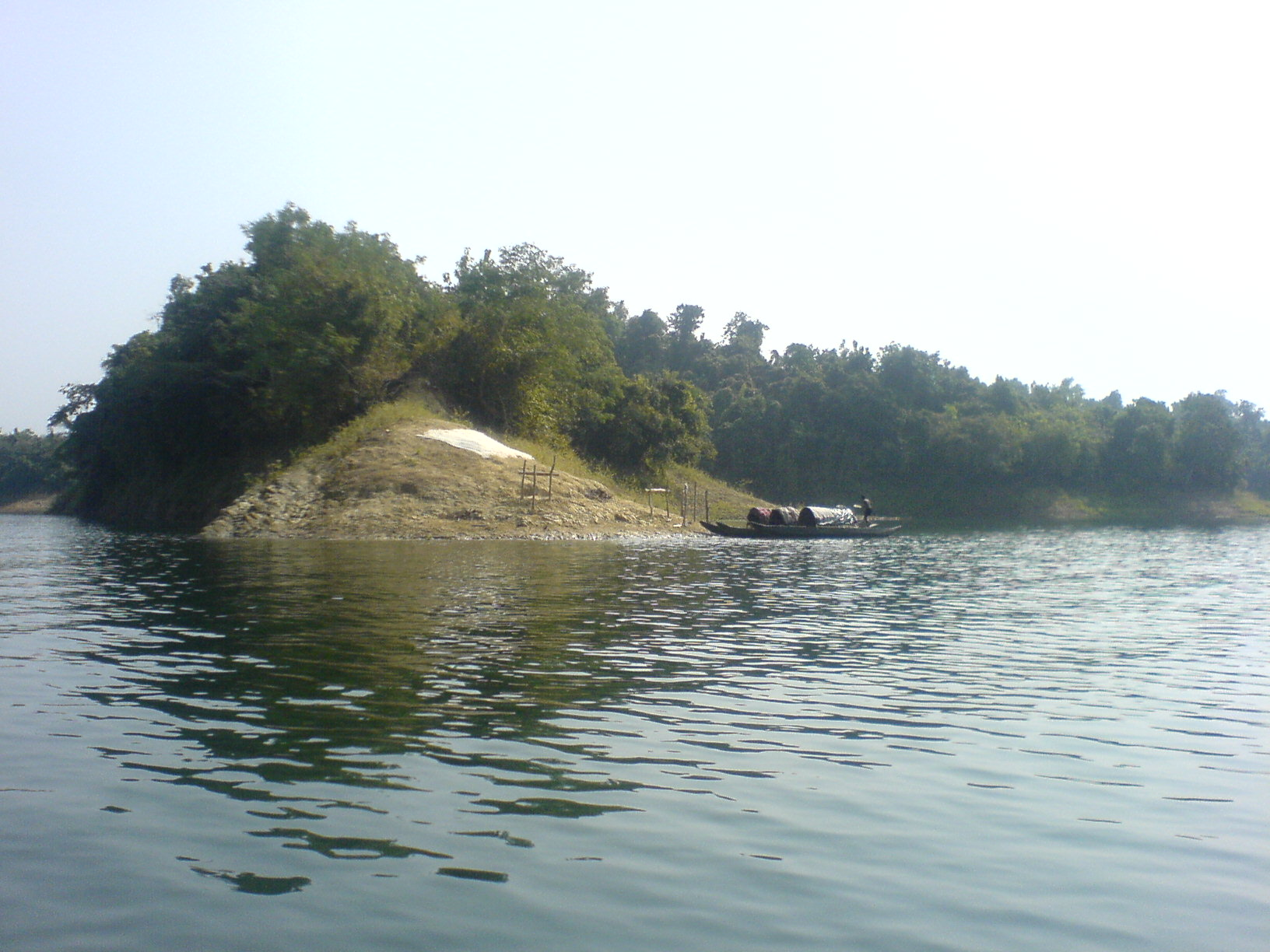
Ribera del Kaptai
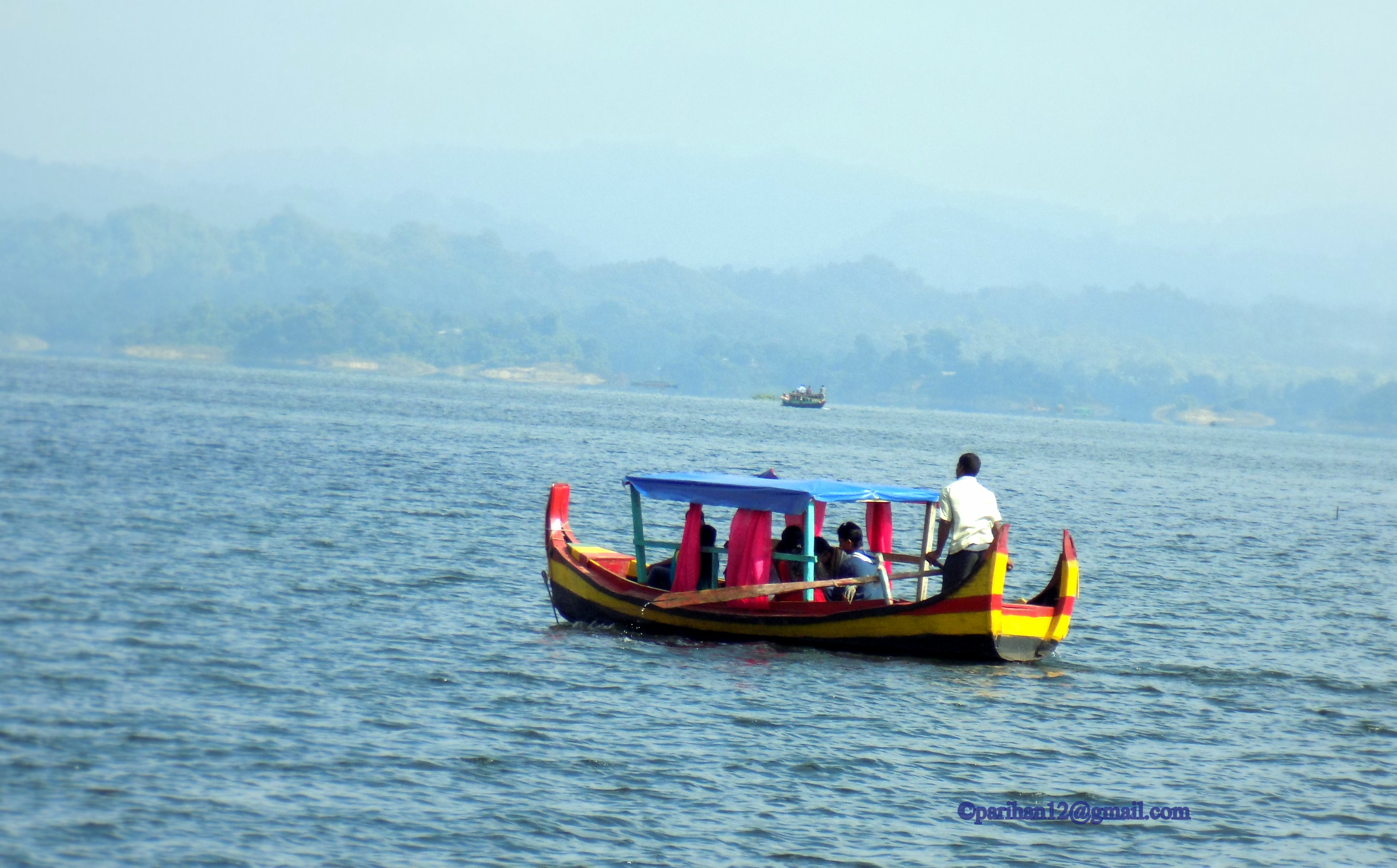
Bote en el lago Kaptai
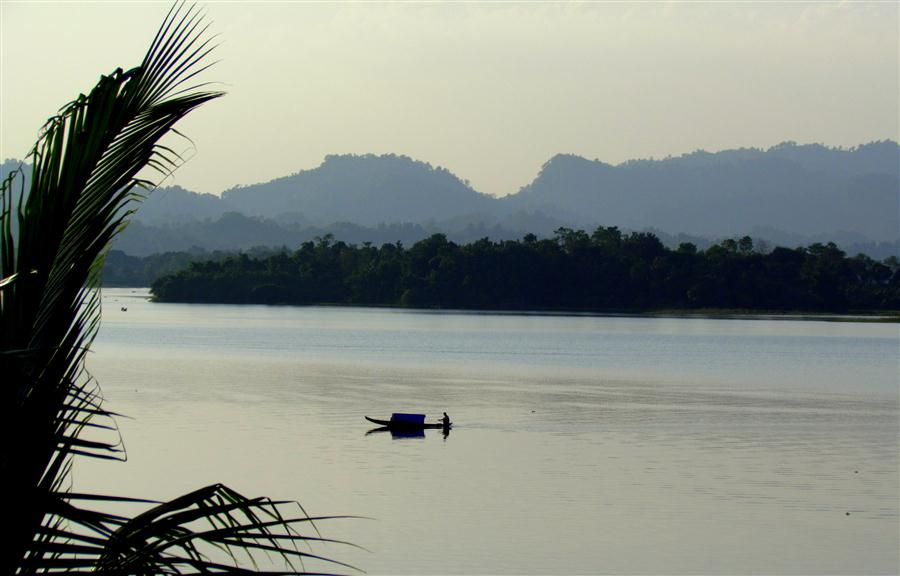
Otra vista del lago